# レプトスリックス属
レプトスリックス属（レプトスリックスぞく、Leptothrix）はPseudomonadota門ベータプロテオバクテリア綱ブルクホルデリア目コマモナス科の属の一つである。グラム陰性の非芽胞形成好気性桿菌で、極鞭毛で運動を行う。栄養状態が良いと鞘を形成する。基準種はレプトスリックス・オクラケア。属名は細い毛を意味する。
この菌は鉄を含む無機培地でも、有機培地でも生育できる独立栄養と従属栄養との混合栄養性である。
水中に生息し、二価の鉄イオンやマンガンイオンを酸化する鉄細菌(鉄酸化細菌)に分類される。酸化された鉄は鞘上に沈着する。

## 下位分類（種）
レプトスリックス属は以下の種を含む(2024年8月現在)。

### IJSEMに正式承認されている種
- Leptothrix cholodnii　レプトスリックス・コロディニ

Mulder and van Veen 1963 (Approved Lists 1980)
- Leptothrix discophora　レプトスリックス・ディスコフォラ

(ex Schwers 1912) Spring et al. 1997
- Leptothrix lopholea　レプトスリックス・ロフォレア

Dorff 1934 (Approved Lists 1980)
- Leptothrix ochracea　レプトスリックス・オクラセア

(Roth 1797) Kützing 1843 (Approved Lists 1980)

### IJSEMに未承認の種
- "Leptothrix ginsengisoli"　レプトスリックス・ギンセンギソリ

Ibrahim et al. 2021
- Leptothrix mobilis　レプトスリックス・モビリス

Spring et al. 1997
- "Leptothrix buccalis"　レプトスリックス・ブッカリス

Robin 1853
- "Leptothrix ginsengisoli"　レプトスリックス・ギンセンギソリ

Baskar et al. 2012
- "Leptothrix trichogenes"　レプトスリックス・トリコゲネス

Cholodny 1924